# Moiré provençal
Pour les articles homonymes, voir Moiré.
Erebia epistygne
Espèce
Statut de conservation UICN

 NT  : Quasi menacé
Le Moiré provençal ( Erebia epistygne) est un lépidoptère appartenant à la famille des Nymphalidae, à la sous-famille des Satyrinae et au genre Erebia.

## Systématique
Erebia epistgyne a été nommé par Jakob Hübner en 1824.
Synonyme : Erebia viriathus (Sheldon, 1913).

### Sous-espèces
Erebia epistygne spp viriathus, la sous-espèce espagnole

## Noms vernaculaires
Le Moiré provençal se nomme Spring Ringlet en anglais.

## Description
Le dessus des ailes est marron et les ailes antérieures possèdent une bande de couleur chamois avec trois ocelles apicaux centrés de jaune-chamois reliés et deux petits ocelles aveugles à l'arrière. Les ailes postérieures possèdent une bande tirant sur le l'orangé rouge et ornée d'ocelles.
La variété viriathus se différencie par une bande rouge brique bordée de bleu
Son envergure varie de 20 à 25 mm mm.

### Chenille et chrysalide
Le cycle du Moiré provençal est encore mal connu.

## Biologie

### Période de vol et hivernation
Le vol a lieu de mars à mai, c'est le moiré qui vole le plus tôt dans la saison.

### Plantes hôtes
Différentes graminées dont Festuca ovina

## Écologie et distribution
Elle est présente dans le centre et nord-est de l'Espagne ainsi que dans le sud-est de la France, les six départements des Hautes-Alpes, des Alpes-de-Haute-Provence, du Var, du Vaucluse, des Bouches-du-Rhône et du Gard

### Biotope
Pelouses sèches sur sol calcaire et caillouteux à une altitude de 400 à 2500 mètres.

### Protection
Cette espèce est menacée et elle figure sur la liste rouge mondiale de l'UICN
Pourtant elle n'a pas de statut de protection particulier.